# Maria Jarema
Maria Jarema (24 novembre 1908 - 1er novembre 1958) est une peintre, sculptrice et scénographe polonaise. C'est une figure majeure de l'avant-garde polonaise.

## Biographie
Maria Jarema est née le 24 novembre 1908 à Staryi Sambir (polonais: Stary Sambor ) dans le royaume de Galice et Lodomeria. Entre 1929 et 1935, elle étudie la sculpture à l' Académie des beaux-arts Jan Matejko de Cracovie, sous la supervision de Xawery Dunikowski. De 1932 à 1937, elle fait partie du premier Groupe de Cracovie (pl), mouvement d'avant-garde, fondé par les étudiants de gauche dans le but de promouvoir l’art moderne. Elle est également l'une des fondatrices du théâtre d'avant-garde Cricot (pl) aux côtés de son frère Józef Jarema, Henryk Gotlib et Zbigniew Pronaszko. Elle collabore avec Tadeusz Kantor et son théâtre expérimental Cricot 2. Entre 1934 et 1939, elle crée les costumes et les décors. En 1957, elle fonde le second Groupe de Cracovie. Entre 1937 et 1957, elle a l'occasion de se rendre plusieurs fois à Paris.
Avant le début de la Seconde Guerre mondiale, elle s’occupe principalement de sculpture, mais après la guerre, elle se concentrée sur la peinture. Ses œuvres sont principalement des peintures abstraites. Depuis 1951, elle crée des estampes. En utilisant cette technique de gravure et en la combinant parfois avec de la peinture à l'huile et de la peinture à la détrempe, elle crée ses cycles de peintures les plus célèbres - Penetracje ("Pénétrations") et Rytmy ("Rythmes"). Ses œuvres témoignent d'une grande fascination pour la forme humaine et sa place dans l'espace, ainsi que pour la représentation du mouvement en peinture. L’équilibre entre les représentations figuratives et les signes abstraits est également un trait distinctif de ses peintures.
En 1958, elle représente la Pologne à la Biennale de Venise. Ses œuvres sont conservées dans de nombreux musées polonais, à Cracovie, à Varsovie, à Poznań, à Wrocław et là Łódź. En 2018, la Critoteka de Cracovie et le Musée de la Silésie (pl) de Katowice organisent une rétrospective de son œuvre, intitulée Jaremianka, I’m staying in this theatre. I like it here.
Ses peintures sont exposées dans un certain nombre de musées en Pologne, dont la Zachęta National Gallery of Art.

## Rétrospectives
- 2018 : Jaremianka, I’m staying in this theatre. I like it here, rétrospective à Cracovie